# Richard Talmadge
Richard Talmadge, nombre artístico de Sylvester Alphonse Metz (3 de diciembre de 1892, Camburg, Turingia, Alemania-25 de enero de 1981, Carmel-by-the-Sea, California, Estados Unidos) fue actor, cineasta, productor de cine y guionista alemán.
Hermano de Otto Metzetti, Victor Metzetti.
Su primer matrimonio fue en 1917, con Madeleine Francis Allen.
Su segundo matrimonio fue en 13 de julio de 1961 con Suzanne Avery, que duró hasta la muerte en 25 de enero de 1981.
Murió de cáncer.